# Права ЛГБТ в Габоне
Гомосексуальные отношения в Габоне легальны, но однополые пары не имеют достаточной правовой защиты, как у разнополых пар. Усыновление детей однополыми парами также запрещён. Возраст сексуального согласия для однополых и разнополых сексуальных контактов составляет 18 лет.
В декабре 2008 года Габон стала одной из десяти африканских стран, подписавшей декларацию ООН о сексуальной ориентации и гендерной принадлежности, призывающую к глобальной декриминализации гомосексуализма. Однако, в 2011 году Габон проголосовал против резолюции «Права человека, сексуальная ориентация и гендерная идентичность», предложенная Советом по правам человека для стран Южной Африки.
В докладе Государственного департамента США по правам человека за 2010 года отмечено, что в Габоне «дискриминация и насилие в отношении лесбиянок, геев, бисексуалов и трансгендеров является проблемой, они держат свою принадлежность к секс-меньшинствам втайне от людей, опасаясь преследований и дискриминации».

## Сводная таблица
| Легальность однополых контактов                                                      | Yes |
| Равный возраст сексуального согласия                                                 | Yes |
| Антидискриминационные законы в сфере занятости                                       | No  |
| Антидискриминационные законы в других областях (дискриминация, разжигание ненависти) | No  |
| Однополые браки                                                                      | No  |
| Признание однополых союзов                                                           | No  |
| Усыновление детей                                                                    | No  |
| Совместное усыновление однополым парам                                               | No  |
| Служба в армии                                                                       |     |
| Право на смену гендера                                                               |     |
| Доступ к экстракорпоральному оплодотворению для лесбиянок                            | No  |
| Коммерческое суррогатное материнство для гомосексуальных мужчин                      | No  |